# Карпатское землетрясение (1838)
Карпатское землетрясение произошло во вторник 23 января (11 января по юлианскому календарю) 1838 года на глубине 150 км. Магнитуда землетрясения составила 7,5 балла по шкале Рихтера.
Землетрясение особенно ощущалось на территории современной Румынии, в частности в Бухаресте, также оно испытывалось на территории современных Болгарии, Венгрии, Греции, северо-восточной Италии, Польши, России, Турции (вплоть до Константинополя) и Украины.

## Ущерб
Землетрясение разрушило большое количество стен, домов и монастырей, в земле появились большие трещины. Их длина достигала от нескольких сантиметров до десятков и даже сотен метров, ширина от нескольких сантиметров до несколько десятков сантиметров, а глубина достигала даже четырёх метров, как в селе Бабень, где трещины разрушили около 16 домов. Некоторые трещины закрылись сразу после землетрясения, а другие сохранялись ещё долгое время. В некоторых местах земля изогнулась волнами.
В Бухаресте зарегистрировано очень много повреждений, стены королевского дворца обрушились. В первом отчёте в Бухаресте, сделанном сразу после землетрясения, сообщалось о гибели 8 человек, однако их число росло изо дня в день, достигнув, наконец, 600 человек, как минимум 36 домов и 4 церкви были разрушены полностью, другим были нанесены серьёзные повреждения. Генеральный консул Франции в Бухаресте сообщил о более чем 720 погибших и большом количестве раненых.

### Ущерб от землетрясения в населённых пунктах[1]
| Город                          | Страна (совр.)  | Ущерб или ощущения землетрясения |
| ------------------------------ | --------------- | --- |
| Алба-Юлия                      | Румыния         | Земля сотрясалась. |
| Аниноаса                       | Румыния         | Разрушена церковь. |
| Бистрица                       | Румыния         | Повреждение здания монастыря. |
| Брашов                         | Румыния         | Землетрясение длилось минуту и 30 секунд, стены повреждены, дымоходы и крыши рухнули, большое количество домов стало непригодными для проживания. |
| Брэила                         | Румыния         | Все дома были повреждены, некоторые из них оказались полностью разрушенными. |
| Будапешт                       | Венгрия         | Землетрясение было замечено. |
| Бузэу                          | Румыния         | Разрушен епископский комплекс. |
| Бухарест                       | Румыния         | Землетрясение длилось 30 секунд, заявлено о как минимум 600 погибших и как минимум 14 раненых. Как минимум 36 домов и 4 церкви полностью разрушено, всего несколько домов осталось без трещин. |
| Бырлад                         | Румыния         | Разрушены церкви и дома. |
| Бэбени                         | Румыния         | Образованы трещины в почве, повредившие 16 домов. |
| Вена                           | Австрия         | Землетрясение было замечено. |
| Джурджу                        | Румыния         | Все дома были повреждены, некоторые из них оказались полностью разрушенными. |
| Дрепкауцы                      | Молдова         | В церкви образовались трещины. |
| Евпатория                      | Россия/ Украина | Землетрясение ощущалось. |
| Екатеринослав (ныне Днепр)     | Украина         | Землетрясение ощущалось. |
| Житомир                        | Украина         | Землетрясение ощущалось. |
| Измаил                         | Украина         | Землетрясение длилось 3 минуты. Во всех постройках стены были треснуты, печи и дымоходы в той или иной степени повреждены, а в некоторых домах стены полностью обрушились. Шесть человек получили лёгкие ранения в результате обрушения стен и штукатурки. Собор Покрова Святой Богородицы сильно пострадал. |
| Калуга                         | Россия          | Землетрясение длилось 10 секунд. |
| Каракал                        | Румыния         | Повреждена церковь. |
| Киев                           | Украина         | Землетрясение ощущалось. |
| Кишинёв                        | Молдова         | Треснули двери, окна, мебель. |
| Константинополь (ныне Стамбул) | Турция          | Два толчка сильно чувствовались. |
| Клуж-Напока                    | Румыния         | В домах появились трещины. |
| Крайова                        | Румыния         | Все дома были повреждены, некоторые из них оказались полностью разрушенными, образовались трещины в почве, частично заполненные водой. |
| Курск                          | Россия          | Люстры и лампы покачивались. |
| Куртя-де-Арджеш                | Румыния         | Город разрушен. |
| Леова                          | Молдова         | Землетрясение сопровождалось страшным грохотом. Три удара разбили печи и трубы, выбили окна, стены треснули, церковные колокола бьют сами по себе. |
| Лапушна                        | Молдова         | Землетрясение длилось 3 минуты. В каменной церкви с купола упал камень и пробил деревянный пол. |
| Милан                          | Италия          | Землетрясение ощущалось. |
| Москва                         | Россия          | Землетрясение ощущалось. |
| Одесса                         | Украина         | Сильные толчки. |
| Окнеле-Мари                    | Румыния         | В одной церкви упал колокол. |
| Оравица                        | Румыния         | Землетрясение ощущалось. |
| Орадя                          | Румыния         | Землетрясение ощущалось. |
| Орхей                          | Молдова         | Появились трещины в церкви Святого Дмитрия и в других зданиях. |
| Питешти                        | Румыния         | Несколько домов рухнули, под развалинами погребены люди. |
| Плоешти                        | Румыния         | Все дома были повреждены, некоторые из них оказались полностью разрушенными. |
| Предял                         | Румыния         | Дома были повреждены и разрушены |
| Рени                           | Украина         | Лёгкий подземный шум; дома были в большей или меньшей степень повреждены. |
| Рымнику-Сэрат                  | Румыния         | Почти все дома повреждены. |
| Санкт-Петербург                | Россия          | Землетрясение ощущалось. |
| Севастополь                    | Россия/ Украина | Землетрясение ощущалось. |
| Сибиу                          | Венгрия         | Разрушено несколько зданий, включая католическую церковь. Были разрушены дымоходы. |
| Сигишоара                      | Румыния         | Разрушено хранилище церкви. |
| Сороки                         | Молдова         | Трещины в некоторых домах, мебель подвинута. |
| Теленешты                      | Молдова         | Образованы трещины в стенах, окна сломаны. |
| Тирасполь                      | Молдова/ ПМР    | Дома были в большей или меньшей степени повреждены. |
| Троян                          | Болгария        | Землетрясения сильно ощущалось. |
| Тырговиште                     | Румыния         | Монастырь Деалу, дом епископа, келья и типография были разрушены. Двое жителей получили тяжёлые ранения, 6 семинаристов получили лёгкие ранения. |
| Харьков                        | Украина         | Землетрясение длилось 30 секунд. |
| Черновцы                       | Украина         | Сломаны стёкла. |
| Шарошпатак                     | Венгрия         | Землетрясение ощущалось. |
| Эгер                           | Венгрия         | Землетрясение ощущалось. |
| Яссы                           | Румыния         | Землетрясение длилось 2 минуты и 30 секунд, много церквей и монастырей повреждены, стены треснули или рухнули. |